# Antonio Eugenio Visconti

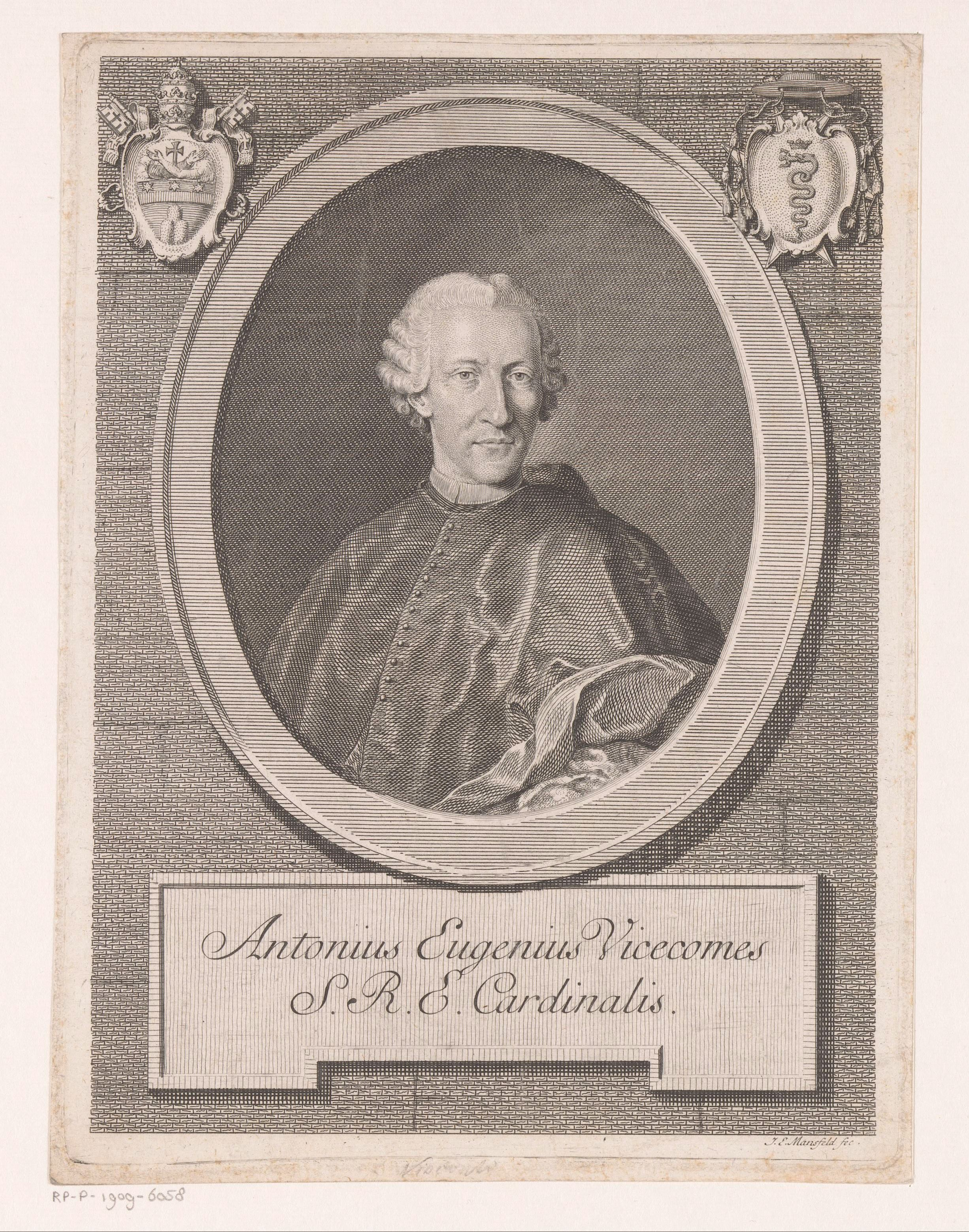
Antonio Eugenio Kardinal Visconti

Antonio Eugenio Visconti (* 17. Juni 1713 in Mailand; † 4. März 1788 in Rom) war ein Kardinal der Römischen Kirche.

## Leben und Wirken
Im Alter von 20 Jahren begann er in Pavia Rechtswissenschaften zu studieren und wurde 1737 zum Doktor beider Rechte promoviert. Ab 1740 war er an der römischen Kurie tätig. Am 22. Dezember 1759 empfing er durch Papst Clemens XIII. persönlich die Priesterweihe. Am 28. Januar 1760 wurde er zum Titularerzbischof von Ephesus ernannt. Die Bischofsweihe spendete ihm am 16. Februar 1760 wiederum Clemens XIII.; Mitkonsekratoren waren Filippo Caucci, Lateinischer Patriarch von Konstantinopel, und Giuseppe Locatelli, Titularerzbischof von Cartagine (Karthago). Als Mitglied der römischen Kurie wurde Visconti am 22. Februar 1760 Nuntius in Polen. In dieser Funktion hielt er am 3. September 1764 und am 12. November 1766 Reden vor dem Reichstag in Warschau, mit denen er in die Geschichte Polens einging. Am 22. November 1766 wurde er Nuntius in Österreich.
Von Papst Clemens XIV. wurde er im Konsistorium vom 17. Juni 1771 in pectore zum Kardinal kreiert. Diese Kardinalserhebung ließ der Papst erst nach Viscontis Resignation als Nuntius am 14. April 1773 publizieren. Der Papst wies ihm als Kardinalpriester die Titelkirche Santa Croce in Gerusalemme zu. Im Mai 1774 wurde er Kommendatarabt der Abtei San Giovanni in Vertemate in Como. Kardinal Visconti nahm am Konklave von 1774/1775 teil, das Papst Pius VI. wählte. In dessen Pontifikat war Visconti zunächst von 1780 bis 1781 Kämmerer des Heiligen Kardinalskollegiums. 1782 ernannte Pius VI. den Kardinal dann zum Präfekten der Kongregation für Ablässe und Reliquien.